# Diecezja Ambanja
Diecezja Ambanja (łac. Diœcesis Ambaniaënsis) – diecezja rzymskokatolicka na Madagaskarze, z siedzibą w Ambanji. Sufragania metropolii Antsiranana.

## Historia
Powstała w 1848 jako prefektura apostolska wysp Majotta, Nossi-bé i Komorów. W 1938 przemianowana na prefekturę Ambanja, a w 1951 podniesiona do rangi wikariatu apostolskiego. Diecezja od 1955. W 1975 odłączono od niej Komory, gdzie utworzono administraturę apostolską.

## Główne świątynie
- Katedra: Katedra św. Józefa w Ambanji

## Biskupi diecezjalni
Biskupi
- bp Donatien Francis Randriamalala (od 2023)
- bp Rosario Saro Vella, S.D.B. (2007–2019)
- abp Odon Razanakolona (1998–2005)
- bp Ferdinand Botsy, O.F.M. Cap. (1976–1997)
- bp Léon-Adolphe Messmer, O.F.M. Cap. (1955–1975)

Wikariusze apostolscy
- bp Léon-Adolphe Messmer, O.F.M. Cap. (1951–1955)

Prefekci apostolscy Ambanja
- bp Léon-Adolphe Messmer, O.F.M. Cap. (1937–1951)

Prefekci apostolscy Wyspy Majottta, Nossi-Be i Komoró
- o. Callisto Lopinot, O.F.M. Cap. (1932–1937)